# 호리우치 하야토
호리우치 하야토(일본어: 堀内 颯人, 1996년 7월 3일~)는 일본의 축구 선수이다.

## 구단 경력
그는 2019년 일본 풋볼 리그의 혼다 FC에 입단했다. 2022년까지 97경기에 출전하여, 3득점을 넣었다. 2023년 J3리그의 나라 클럽로 이적했다.